# 夫婦善哉 (映画)
『夫婦善哉』（めおとぜんざい）は、1955年に公開された日本映画である。

## 概要
織田作之助の小説『夫婦善哉』を原作に、八住利雄が脚色し、文芸作品の巨匠・豊田四郎が監督した。昭和初期の大阪を舞台に、大店のドラ息子としっかり者の芸者の愛情をなにわ情緒豊かにユーモラスに描いている。主演の森繁久彌と淡島千景はそれぞれの役柄を好演し、第10回毎日映画コンクールでは森繁が男優主演賞を、第6回ブルーリボン賞では森繁・淡島の両者が主演賞を受賞している。
第29回キネマ旬報ベスト・テン第2位。1999年にキネマ旬報社が発表した「映画人が選ぶオールタイムベスト100・日本映画編」では第31位にランクインされた。
1963年には、同じく豊田監督、森繁・淡島出演で続編『新・夫婦善哉』が製作、同年10月12日に公開されている。1968年に公開された『喜劇 夫婦善哉』（土居通芳監督、藤山寛美、野川由美子主演）もある。何度もドラマ化されたが、2013年のNHKドラマは「夫婦善哉 」を参照。

## あらすじ
舞台は大正から昭和初期にかけての大阪。曽根崎新地で売れっこ芸者・蝶子は、化粧品問屋の長男・維康柳吉と駈落ちして熱海に向かうが、関東大震災で逆戻り。柳吉の女房は十三になるみつ子を残したまま病気で二年越しに実家に戻ったままであった。中風で寝ついた柳吉の父親は蝶子と柳吉との仲を知って勘当してしまったので、二人は早速生活に困る。蝶子はヤトナ芸者（臨時雇いの芸者）で苦労する。生活を切り詰め、ヤトナの儲けを半分ぐらい貯金したが、ボンボンの柳吉は蝶子から小遣いをせびっては安カフェで遊び呆けていた。夏に妹の筆子が婿養子を迎えるという噂を聞いて、柳吉は家を飛び出して幾日も帰って来なかった。地蔵盆の夜、蝶子は柳吉を見つけ身を投げかけてなじる。柳吉が親父の家に入りびたっていたのは、廃嫡になる前に蝶子と別れるという一芝居を打って、金だけ貰った後、二人末永く暮すためだという。それは失敗に終わったが、妹から無心した三百円と蝶子の貯金とで飛田遊廓の中に「蝶柳」という関東煮（おでん）屋を出す。柳吉が賢臓結核となり、蝶子は病院代のために店を売りに出す。柳吉はやがて退院して有馬温泉で養生するが、蝶子がヤトナに逆戻りして工面する。柳吉は父からもその養子・京一からも相手にされず、再び金を借りて蝶子とカフェを経営する。柳吉の父が死んでも、蝶子との仲も遂に許して貰えず、葬儀には参列したが、位牌も持たせてもらえない。二十日余り経って、柳吉と蝶子は法善寺境内の「めおとぜんざい」へ行った。店から出て雪のちらつく路地に身を寄せ合い、「頼りにしてまっせ、おばはん」「おおきに」。

## キャスト
- 維康柳吉：森繁久彌
維康商店の道楽息子。
- 蝶子：淡島千景
売れっ子芸者。
- 筆子：司葉子
柳吉の妹。
- おきん：浪花千栄子
- 維康伊兵衛：小堀誠
柳吉の父。中風で寝たきりになっている。
- 長助：田中春男
維康商店の番頭。
- 種吉：田村楽太
蝶子の父。
- 維康みつ子：森川佳子
柳吉の娘。
- 京一：山茶花究
維康商店の養子。筆子の夫。
- 駒七：志賀廼家弁慶
維康商店の番頭。
- 金八：万代峰子
蝶子の芸者仲間。
- お辰：三好栄子
蝶子の母。
- 客：上田吉二郎
- 儀平：沢村宗之助
柳吉のおじ。
- 巳之吉：谷晃
- おきんの亭主：若宮忠三郎
- 薬屋のお内儀：三條利喜江
- おふさ：本間文子
- 八掛見：沢村いき雄
- 女給鳩子：春江ふかみ
- 客：大村千吉
- コック：河崎竪男
- 有馬温泉の宿女中：如月武子
- 新聞記者山谷：丘寵児
- ヤトナ：出雲八重子
- 熱海の宿女中：宮田芳子
- 料亭の女中：登山晴子
- 桜井巨郎
- 坪野鎌之
- 渋谷英男
- 手塚勝巳
- 客：広瀬正一
- 関東煮の客：勝本圭一郎
- 宴会の客：中島春雄[4]（ノンクレジット）

## スタッフ
- 監督：豊田四郎
- 製作：佐藤一郎
- 原作：織田作之助
- 脚本：八住利雄
- 撮影：三浦光雄
- 音楽：團伊玖磨
- 美術：伊藤熹朔
- 照明：石川緑郎
- 録音：藤好昌生
- 編集：岩下広一
- 特殊技術：東宝技術部
- 現像：東宝現像所

## 同時上映
『若夫婦なやまし日記』
- 原作：有崎勉／脚本：木村英一、新井一／監督：田尻繁／主演：柳家金語楼／東京映画作品